# Cholul (Mérida)
Cholul es una localidad situada en el municipio de Mérida, en el estado de Yucatán, al sureste de México. Según el censo de 2020, tiene una población de 11 745 habitantes.

## Toponimia
El nombre (Cholul) significa en idioma maya madera en el agua. Entre 1910 y 1921 se llamó Chelul.

## Localización
La localidad de Cholul está situada a 11 kilómetros al nororiente del centro de la ciudad de Mérida. Se llega a la localidad por la carretera que lleva a la ciudad de Motul de Carrillo Puerto. Por el crecimiento urbano, se le considera ya un suburbio de la ciudad capital del estado.

## Galería

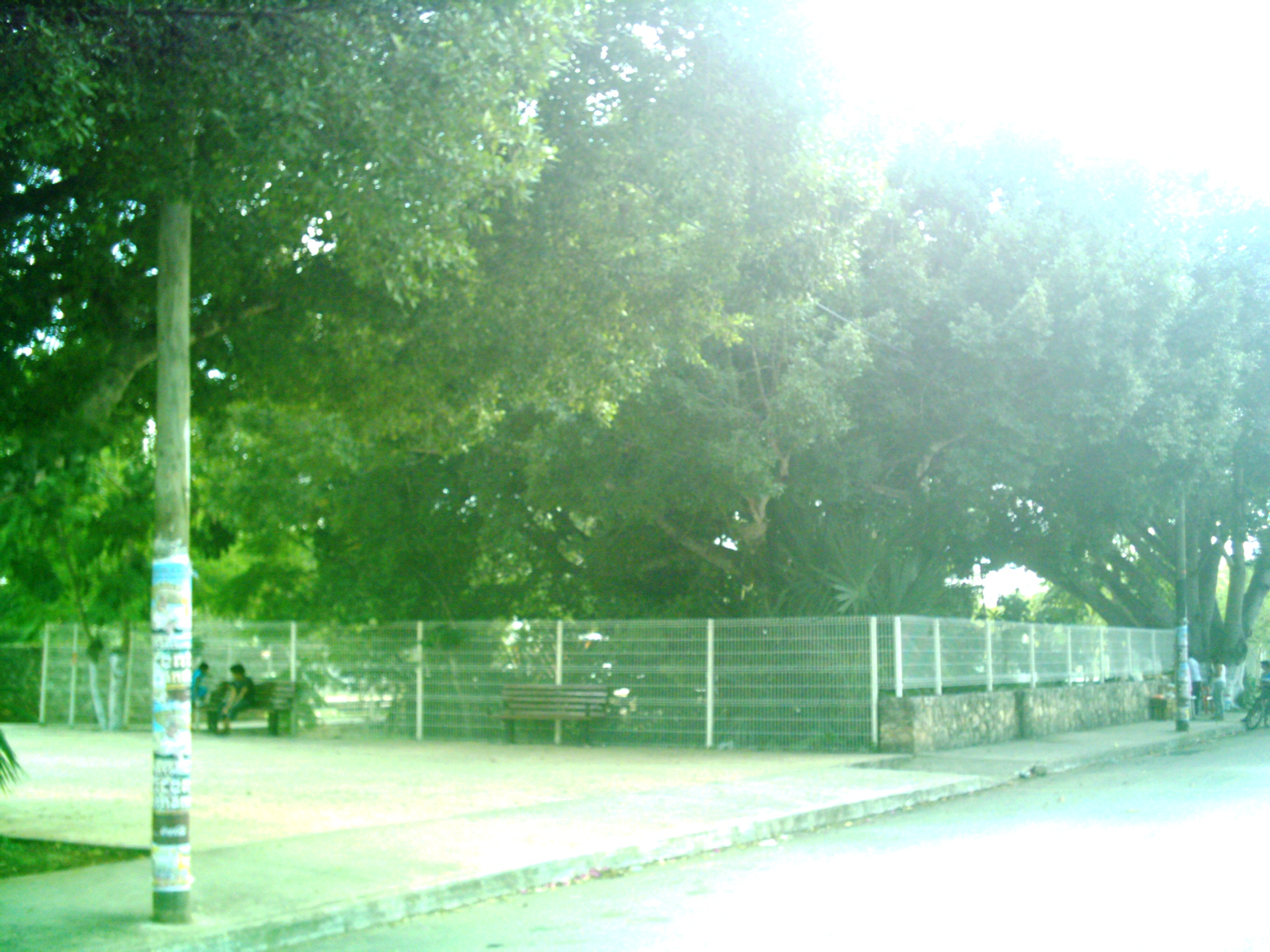
Parque principal de Cholul.
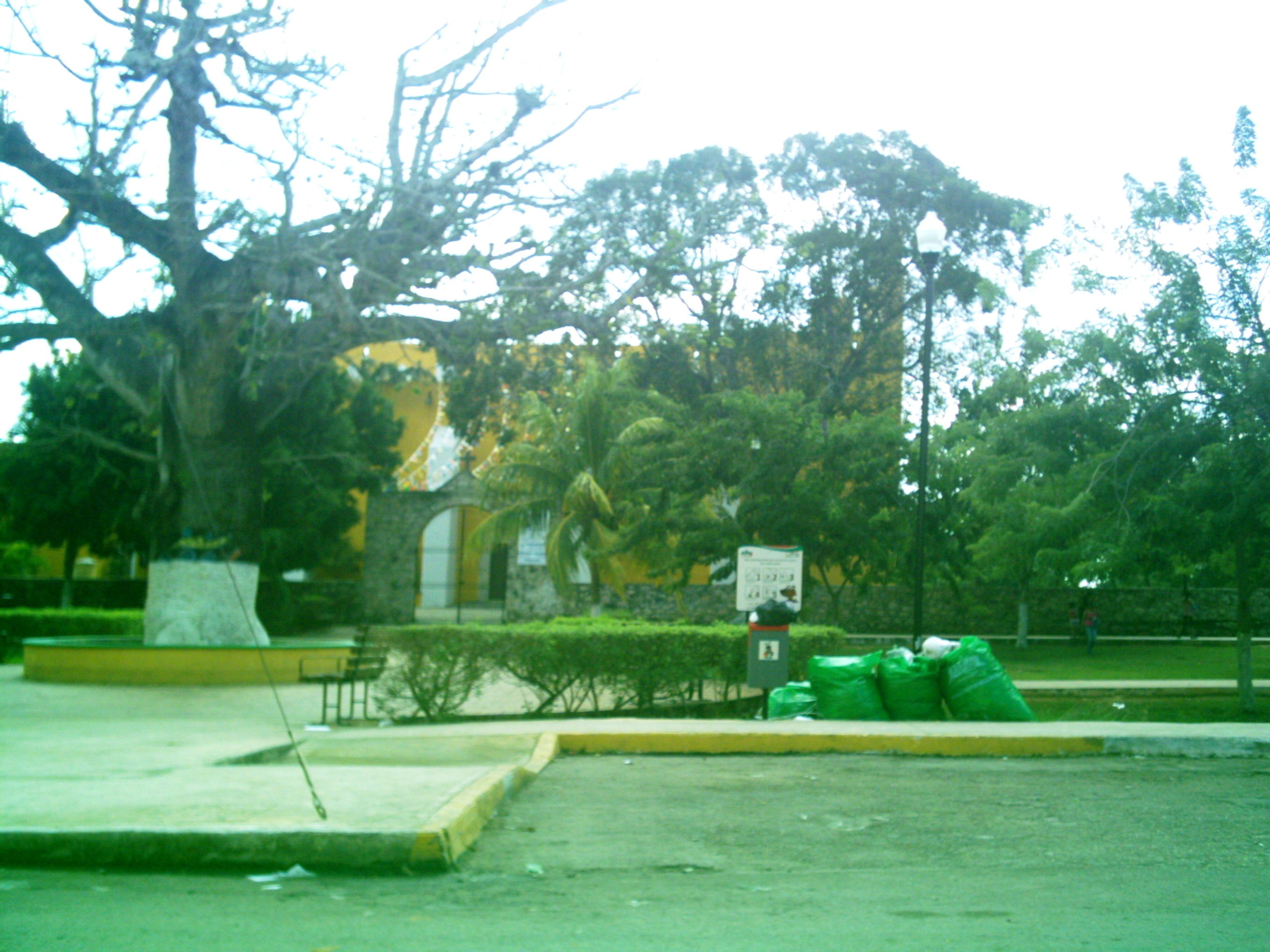
Parque principal de Cholul.
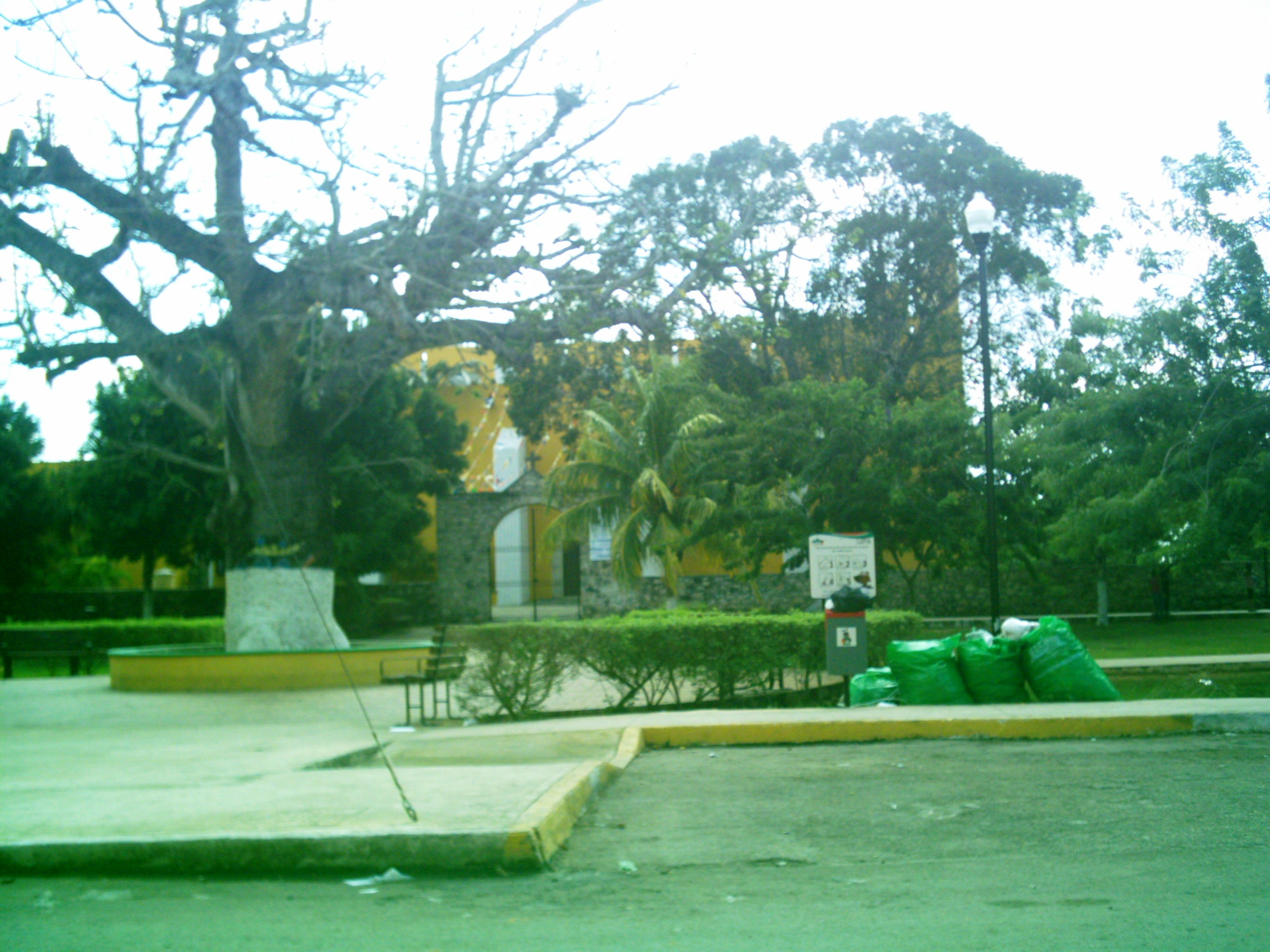
Parque principal de Cholul.
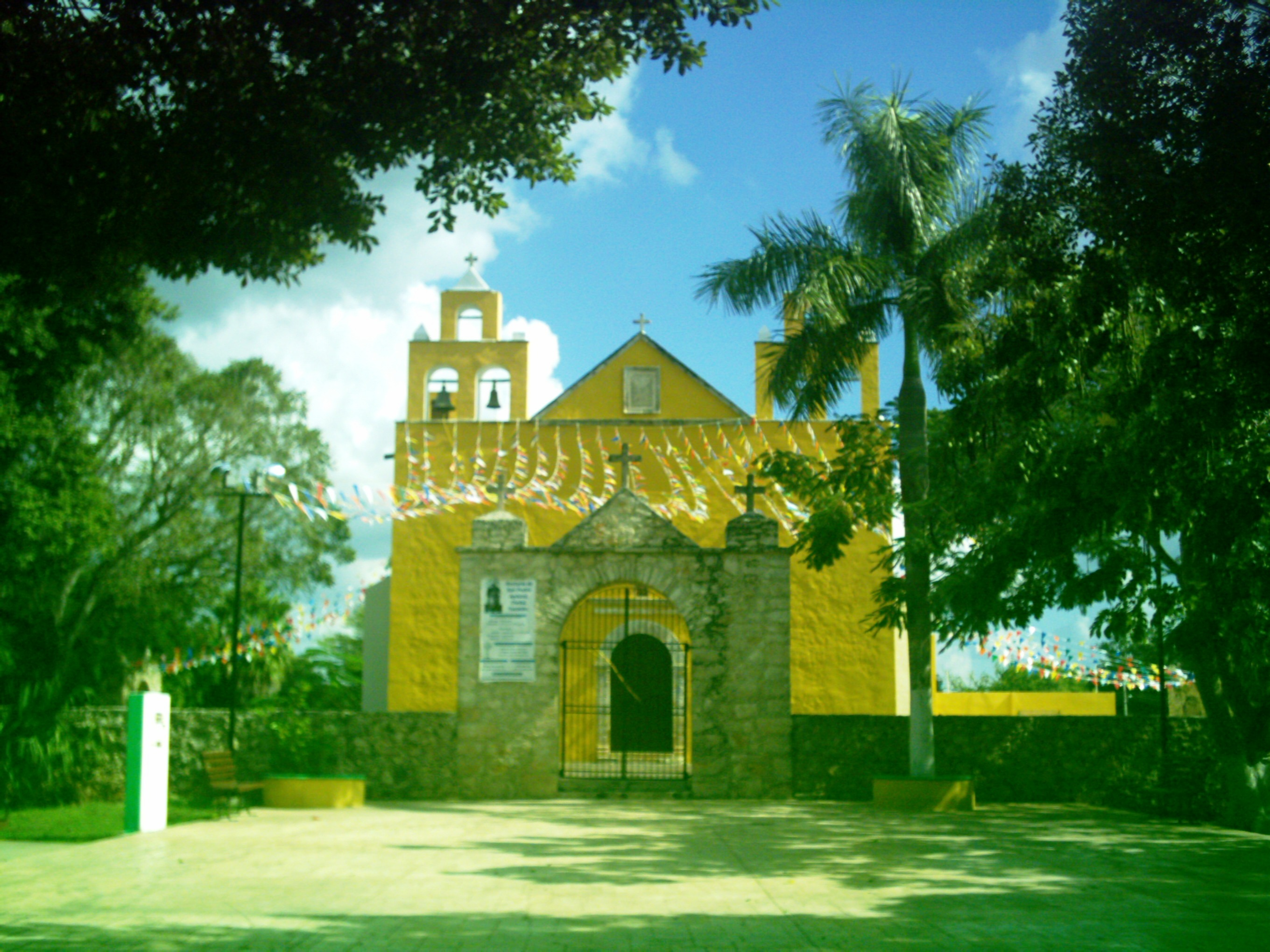
Iglesia principal de Cholul.
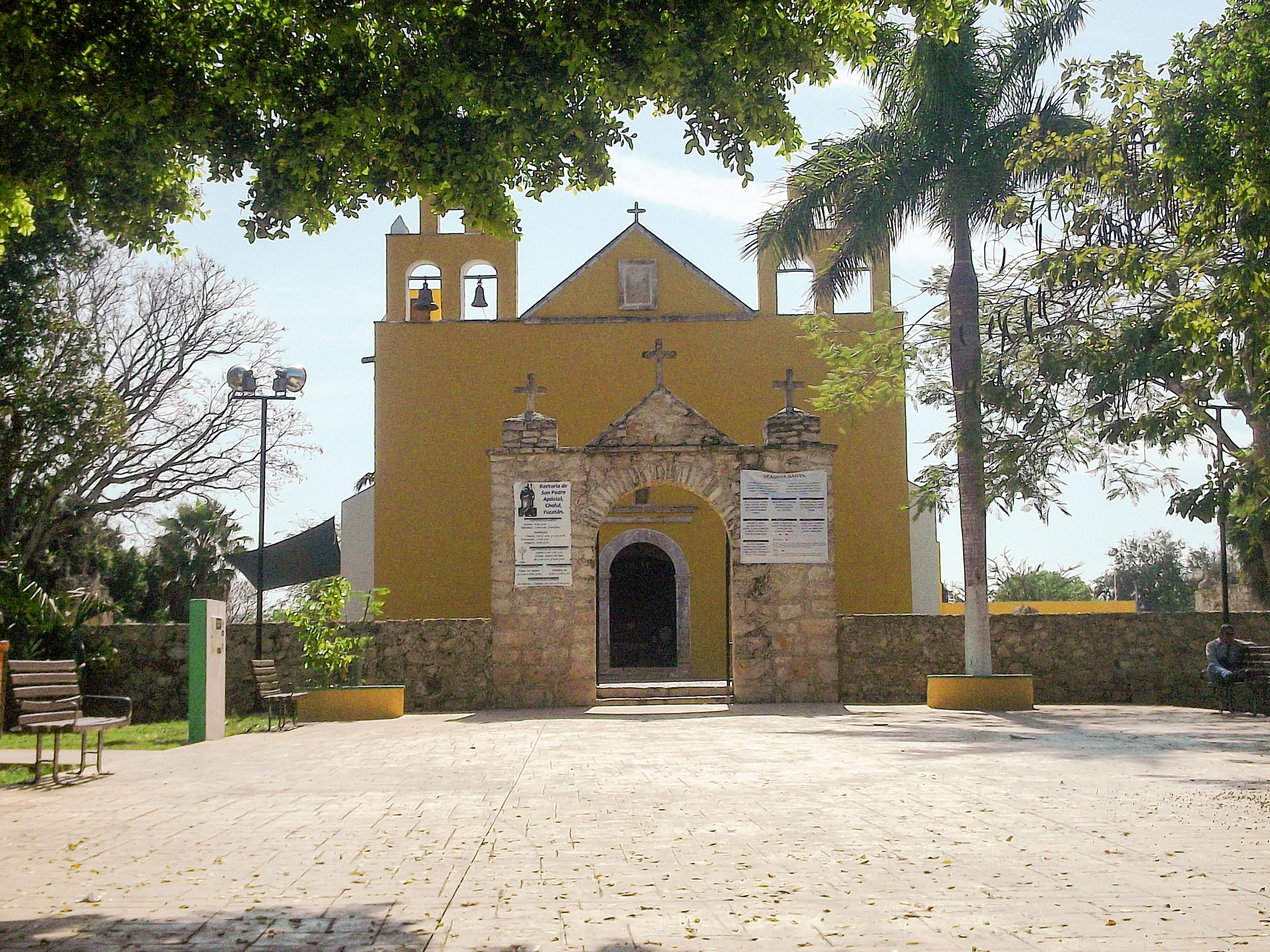
Iglesia principal de Cholul.
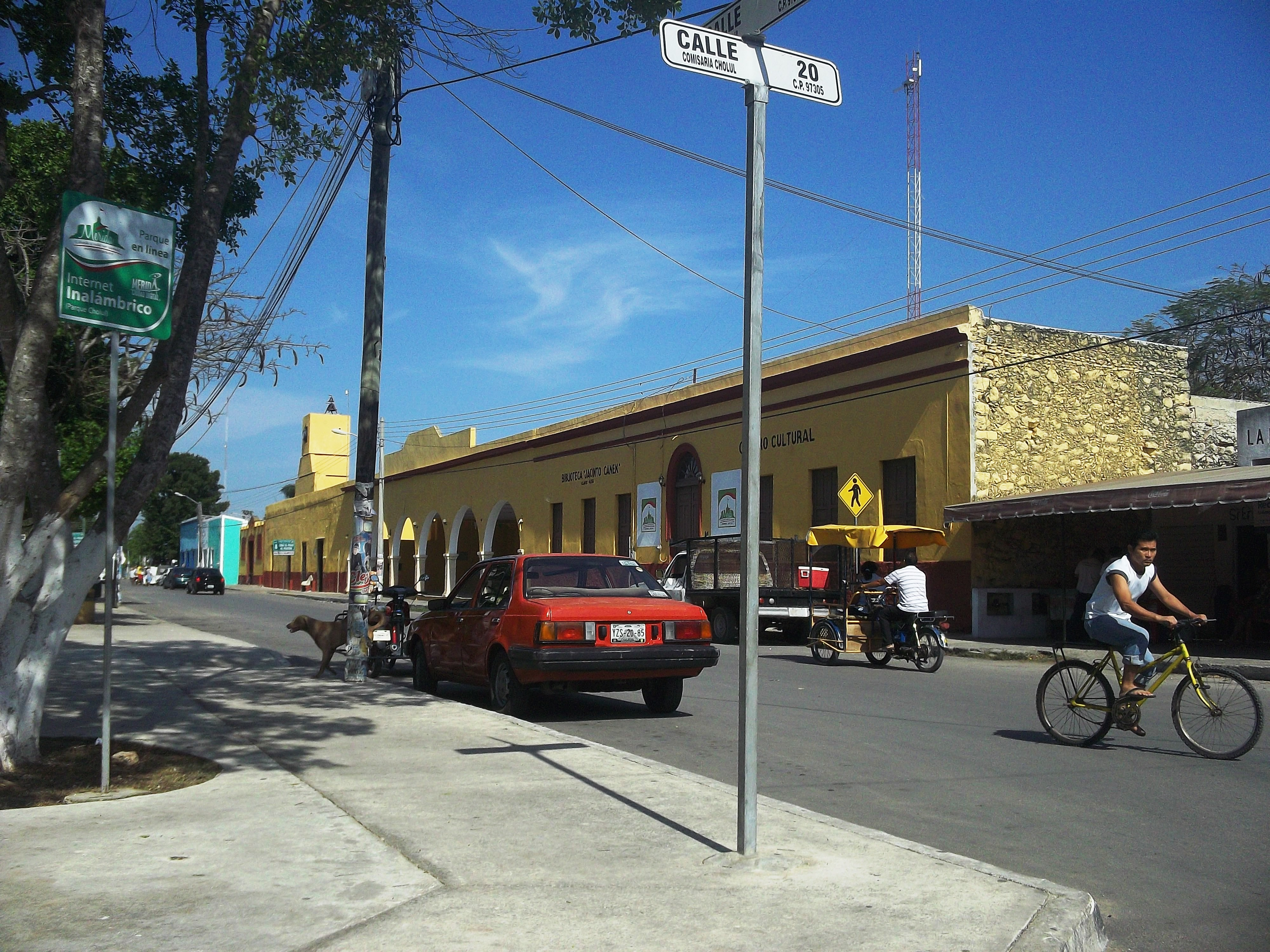
Mercado de Cholul.
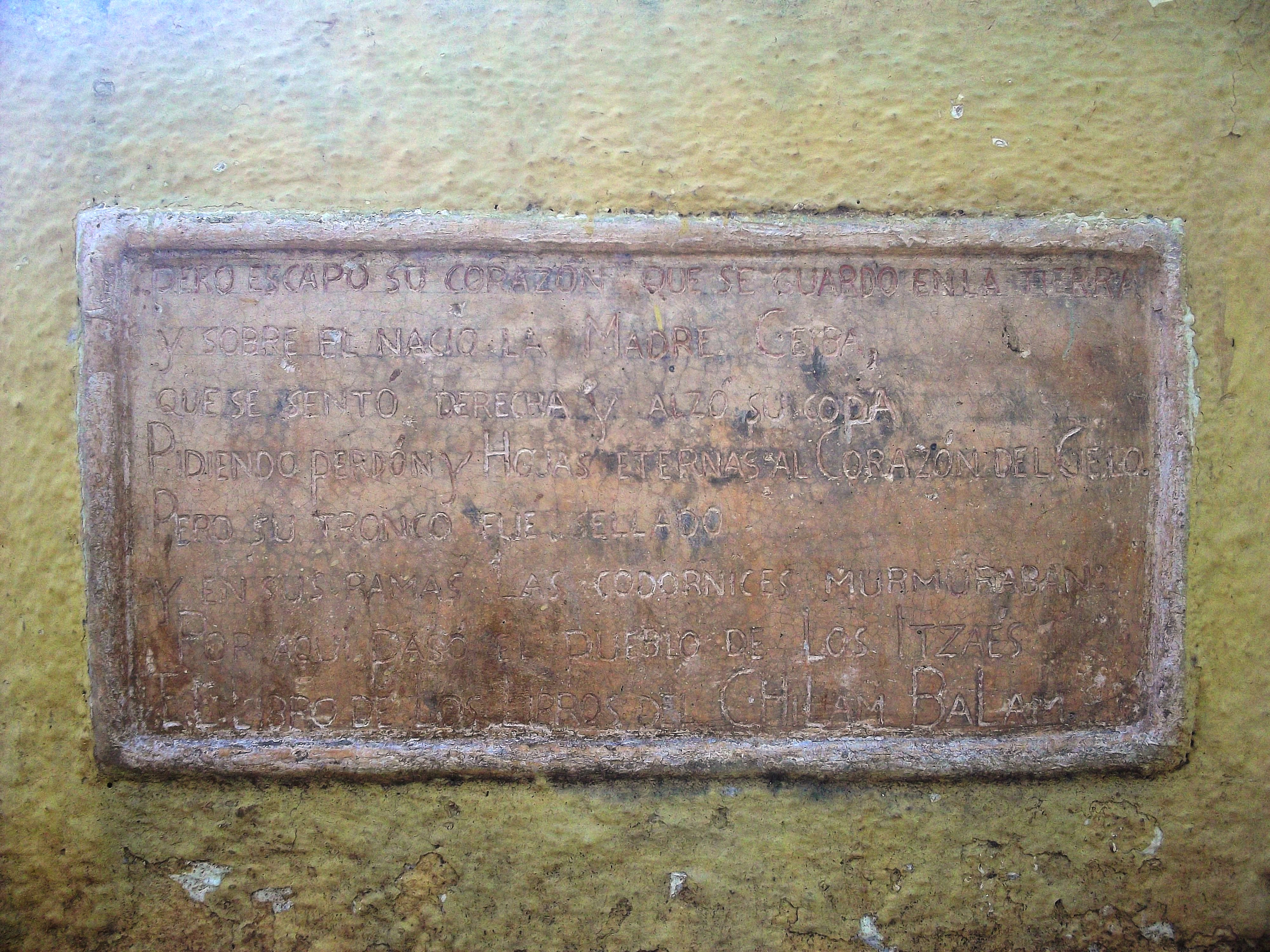
Parque principal de Cholul.
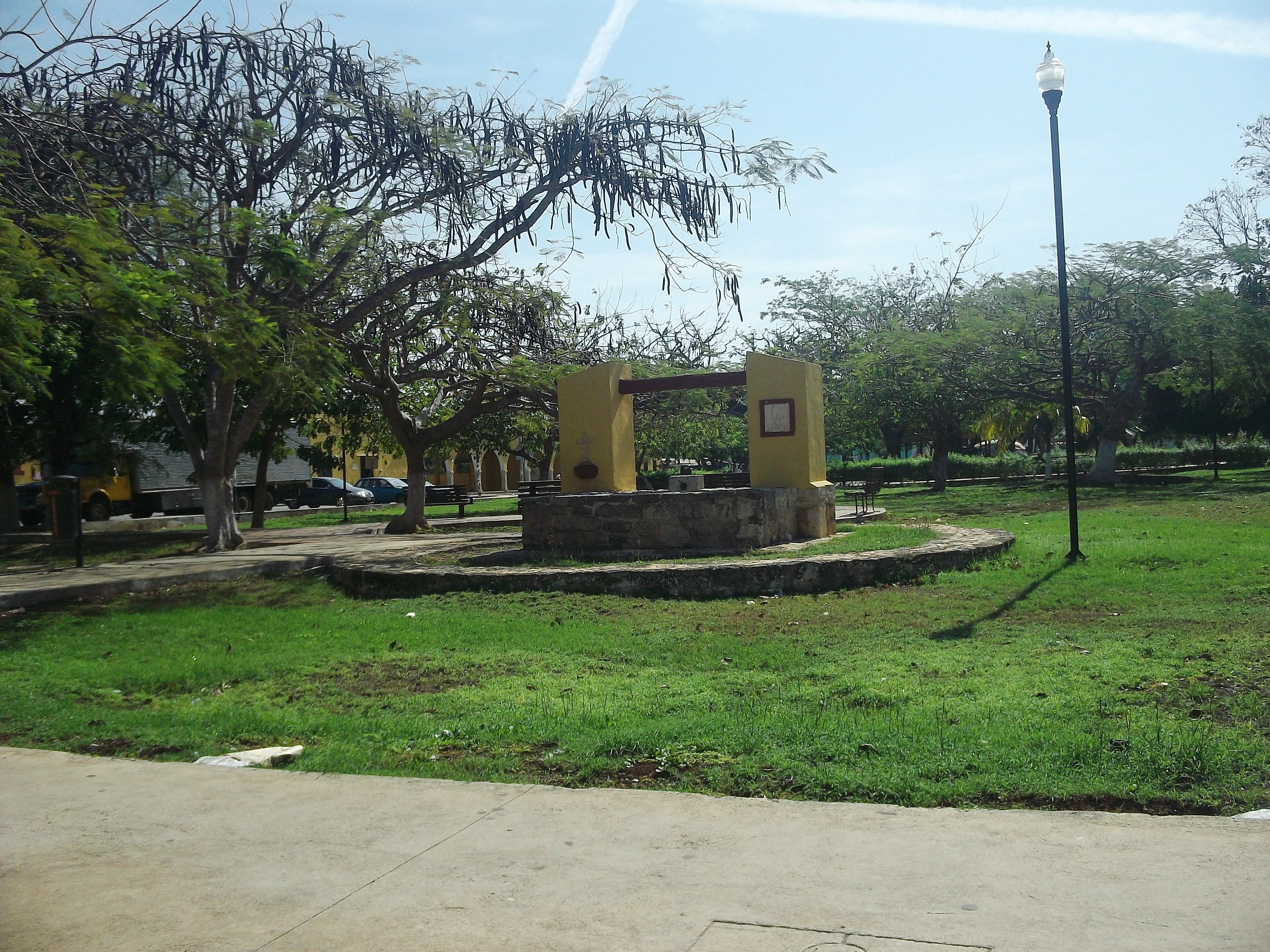
Noria del parque principal de Cholul.
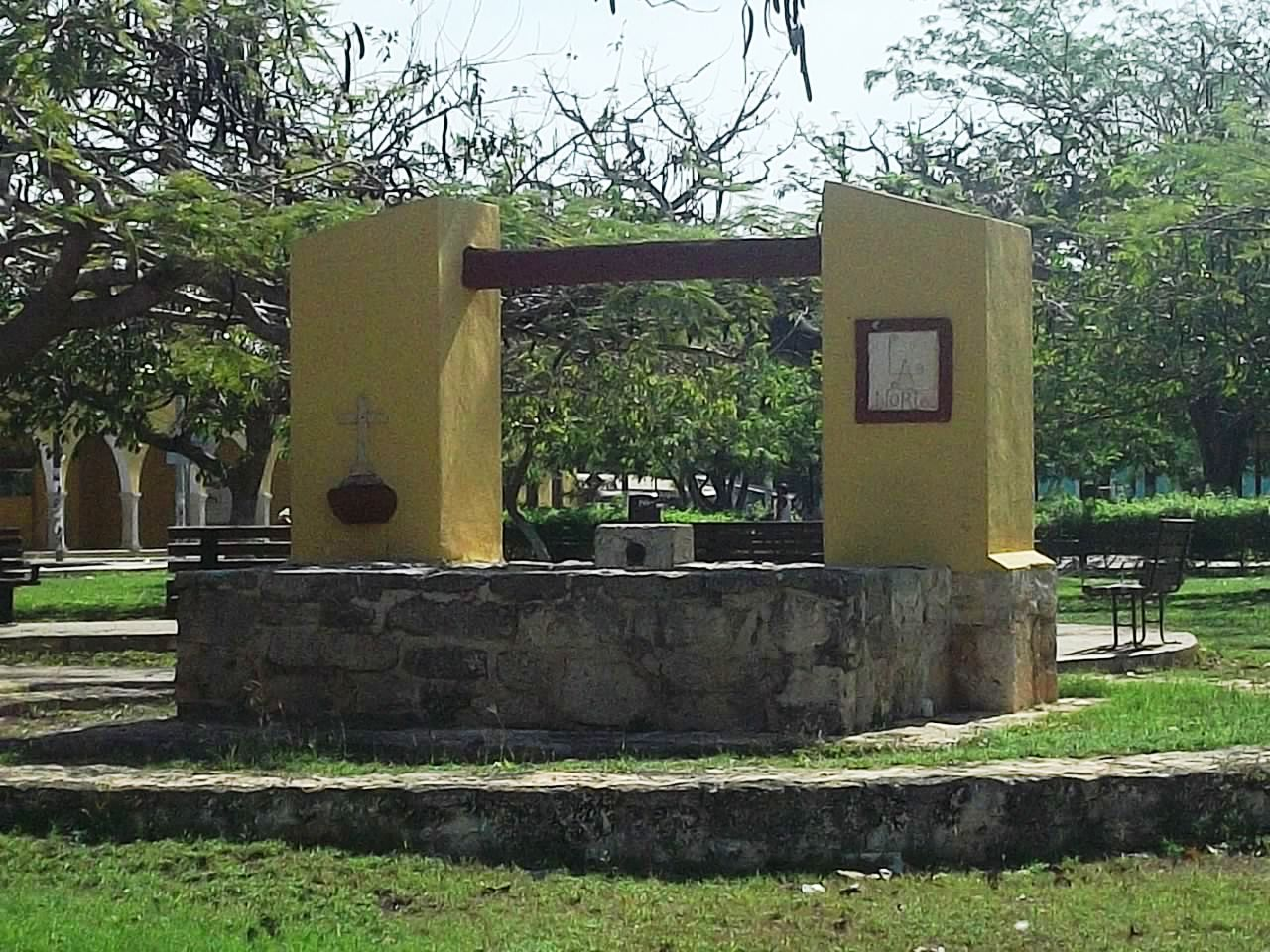
Noria del parque principal de Cholul.
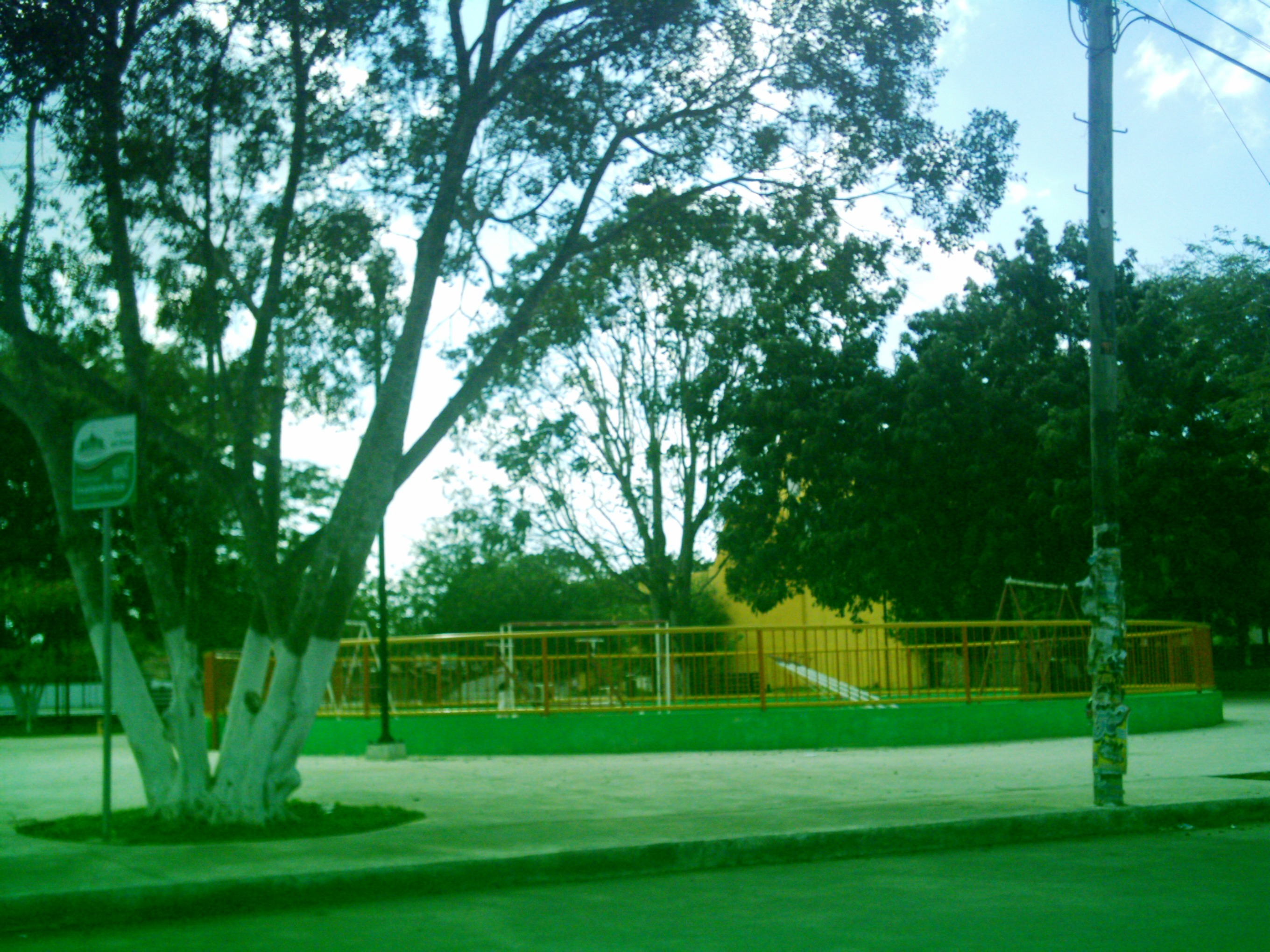
Parque principal de Cholul.
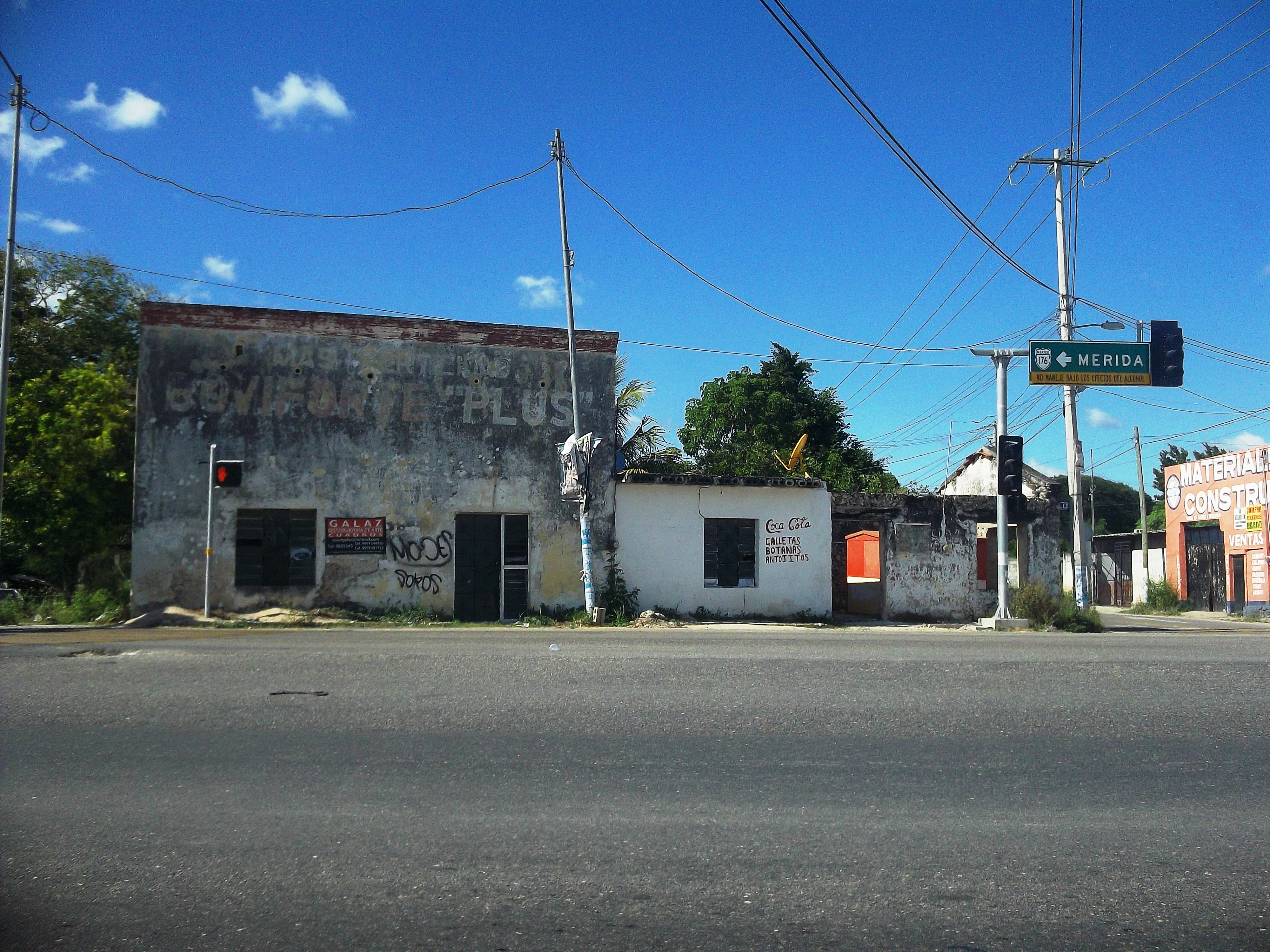
Antigua estación de trenes de Cholul.
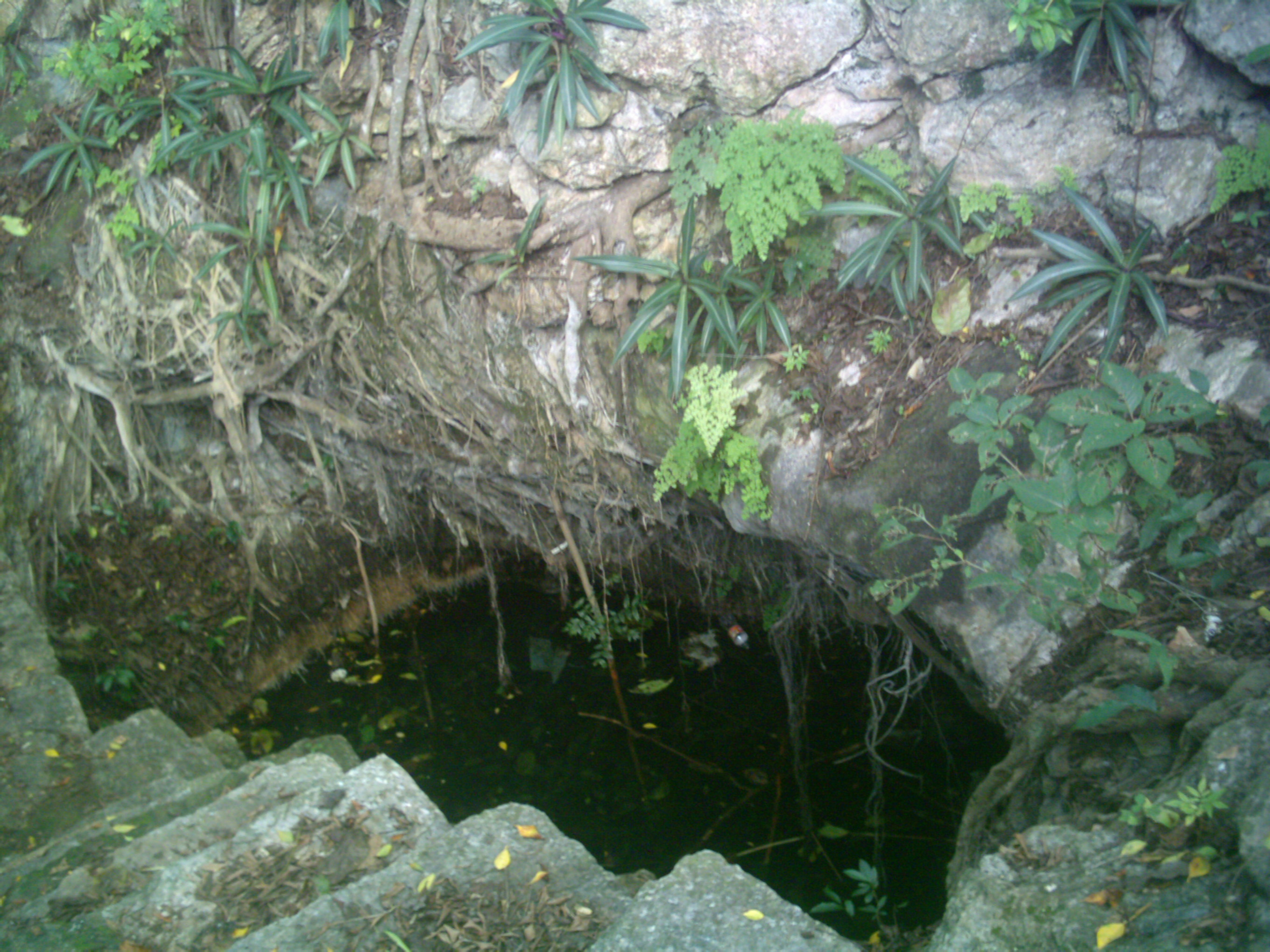
Cenote.